# 5uu's
I 5uu's furono un gruppo musicale avant-rock statunitense, fondato a Los Angeles nel 1984 dal batterista e compositore Dave Kerman. Il gruppo pubblicò il primo album nel 1986 e ne registrò un secondo nel 1988 con i Motor Totemist Guild, una band simile della zona. I due gruppi si sono fusi nel 1988 per formare gli U Totem e hanno realizzato due album. Quando gli U Totem si sciolsero nel 1994, i 5uu si riformarono e pubblicarono altri due album. Nel 2000 la band divenne nota come Dave Kerman / 5uu's e pubblicò altri due album con questo nome.
Furono influenzati dal movimento europeo Rock In Opposition (RIO) della fine degli anni '70 e crearono, insieme ad altri gruppi come Thinking Plague e Hail, una "versione americana del RIO".

## Storia
Mentre era al liceo, Dave Kerman formò una garage band con il chitarrista Greg Conway e il bassista Jon Beck. Hanno iniziato come cover band dei King Crimson, ma presto sono passati a sperimentare con la musica noise. Nel 1976 la band suonò a un Festival di Greenpeace a San Diego, California, con il nome Farmer Fred Genuflects to A-440. Sebbene la loro performance non sia andata molto bene, un partecipante al concerto ha riconosciuto il potenziale e ha suggerito di ascoltare Henry Cow e Faust.

### 5UU 's
Queste nuove influenze hanno spinto Kerman a esplorare nuove tecniche compositive e presto ha accumulato una raccolta di canzoni sperimentali. Aggiunse alla band il cantante pop Curt Wilson, che gestiva anche uno studio di registrazione, e, con il nome di "5uu's", iniziarono a registrare Bel Marduk & Tiamat nel 1984. All'album, basato sul concetto di cosmologia babilonese, vi lavorarono per ben due anni e fu pubblicato nel 1986 con la loro etichetta. Pubblicarono anche un singolo, Bar Code che comprende le canzoni Misery Loves Company e Hot & Cold Frog. L'ex batterista degli Henry Cow Chris Cutler dell'etichetta discografica britannica Recommended Records, sempre alla ricerca di nuovi talenti, promosse e distribuì Bel Marduk & Tiamat, dando alla band la necessaria visibilità.
L'interesse per i 5uu's portò diversi inviti a concerti e trasmissioni radiofoniche nell'area di Los Angeles. Aggiungendo il tastierista Sanjay Kumar alla line-up, il primo concerto della band alla fine del 1986 si tenne a Torrance, in California, seguito pochi mesi dopo dalla loro prima trasmissione radiofonica sulla radio del college KXLU. Fu durante questi concerti che i 5uu's conobbero una band non dissimile da loro, i Motor Totemists Guild della Contea di Orange, California, guidati da James Grigsby. Le due band collaborarono all'album successivo dei 5uu's, Elements, pubblicato per l'etichetta dei Motor Totemists Guild, Rotary Totem Records nel 1988. Fu anche pubblicato su Recommended Records. Dopo aver registrato Elements, 5uu's e Motor Totemists Guild si fusero nel 1988 per formare gli U Totem per suonare al Frankfurt Art Rock Festival in Germania. Gli U Totem continuarono realizzando due album per Cuneiform Records.
Quando gli U Totem si sciolsero nel 1994, Kerman riformò i 5uu's con Kumar e il polistrumentista / cantante / produttore Bob Drake proveniente dai Thinking Plague registrando Hunger's Teeth, pubblicato nel 1994. Nel 1995 Kerman e Drake si trasferirono in una vecchia fattoria disabitata a Caudeval, nel sud della Francia, di proprietà di Chris Cutler e dell'ex tecnico del suono degli Henry Cow EM (Maggie) Thomas. Cutler e Thomas avevano acquistato la fattoria alcuni anni prima con l'intenzione di usarla come studio di registrazione. Kerman e Drake hanno intrapreso il compito di ristrutturare e convertire la casa colonica, che fu chiamata Studio Midi-Pyrenees, con Drake ingegnere e produttore residente. Lì i 5uu's registrarono Crisis in Clay, pubblicato nel 1997. Nel 1995 la band, con il chitarrista dei Thinking Plague Mike Johnson, intraprese due tour dal vivo in Europa toccando trentanove città.

### Dave Kerman / 5uu's
Kerman è tornato negli Stati Uniti nel 1999, e i 5uu's, ora Kerman, Kumar, il bassista Keith Macksoud e la vocalist di Thinking Plague Deborah Perry hanno registrato Regarding Purgatories, pubblicato nel 2000. Poiché si trattava in gran parte di un lavoro solista di Kerman (ha scritto tutte le melodie e ha suonato la maggior parte degli strumenti) l'album è stato accreditato a "Dave Kerman / 5uu's". Nel 2000 Kerman si è trasferito a Tel Aviv in Israele, dove ha collaborato con il produttore Udi Koomran. Nella casa di Koomran tra il novembre 2000 e il gennaio 2001, Kerman, Koomran e Perry, registrarono Abandonship, che fu pubblicato nel 2002 e accreditato anch'esso a "Dave Kerman / 5uu's".
Nel maggio 2004, i 5uu's si incontrano di nuovo in Israele, questa volta composti da Kerman, Drake, Cutler, Perry, Koomran e Janet Feder alla chitarra preparata. Al Ginger Studio di Tel Aviv hanno registrato tre tracce, Bulldozer, Resolve e Community, facendo ampio uso dello studio per manipolare e tagliare e incollare i suoni. Bulldozer includeva commenti di notizie dall'incursione di Israele nei territori palestinesi e un vero bulldozer "suonò" l'assolo finale. Resolve usò parole tagliate e risequenziate che Perry aveva cantato nel loro album precedente, Abandonship. I tre brani sono stati successivamente pubblicati come EP solo per il download online dal titolo Tel Aviv Construction Events 1–3.

### Nome
Il nome della band è stato preso dalla nomenclatura di una defunta banda di strada di Los Angeles i cui graffiti apparivano su edifici in gran parte della città in quel momento.

## Formazione
Le date sottostanti indicano gli anni in cui i musicisti erano attivi nel gruppo.
- Dave Kerman (1984-2004) - batteria, tastiere, chitarra, voce
- Greg Conway (1984-1987) - chitarra
- Jon Beck (1984-1987) - basso
- Curt Wilson (1984-1987) - voce
- Randy Coleman (1984-1987) - chitarra
- Chuck Turner (1984-1987) - tastiere
- Ken Ando (1984-1987) - chitarra
- Scott Brazieal (1994-1995) - tastiere da tour
- Mike Johnson (1994-1995) - chitarra da tour
- Mark Smoot (1995) - chitarra da tour
- Keith Macksoud (2000-2004) - basso
- Sanjay Kumar (1986-2004) - tastiere
- Bob Drake (1994-1997) - chitarra, basso, voce, violino
- Deborah Perry (2000-2004) - voce
- Udi Koomran (2002-2004) - suono
- Dror Feiler (2004) - sassofono contrabbasso
- Chris Cutler (2004) - batteria elettronica

## Discografia

### Album
- Bel Marduk & Tiamat (1986, LP, U: r Records, US)
- Elements (with Motor Totemist Guild) (1988, LP, Rotary Totem Records, USA)
- Hunger's Teeth (1994, CD, Recommended Records, Regno Unito)
- Crisis in Clay (1997, CD, Recommended Records, Regno Unito)
- Regarding Purgatories (2000, CD, Cuneiform Records, UK)
- Abandonship (2002, CD, Cuneiform Records, US)

### Raccolte
- Point of Views (1996, CD, Cuneiform Records, US) - riedizione degli LP Bel Marduk & Tiamat ed Elements, il singolo "Bar Code", più altro materiale.

### EP
- Tel Aviv Construction Events 1–3 (2004, solo download, Record consigliati, USA) [2]

### Singoli
- Barcode ("Misery Loves Company" / "Hot & Cold Frog") (1986, 7 ", U: r Records, USA)